# Monte Rosa (Antarktika)
Monte Rosa ist ein 2400 m hoher Berg im Norden des ostantarktischen Viktorialands. Er ragt in der Explorers Range der Bowers Mountains zwischen  Mount Hager und Mount Ford auf. 
Deutsche Wissenschaftler benannten ihn nach dem Monte Rosa in den Walliser Alpen.